# Caridina lufengensis
Caridina lufengensis is een garnalensoort uit de familie van de Atyidae. De wetenschappelijke naam van de soort is voor het eerst geldig gepubliceerd in 1998 door Cai & Duan.